# Cosmic Evolution Survey
COSMOS
«  COSMOS » redirige ici. Pour les autres significations, voir Cosmos.
Le Cosmic Evolution Survey (« Relevé de l'évolution cosmique »), dit COSMOS, est un projet astronomique et une association scientifique internationale visant à inventorier tous les objets d'un champ profond, afin d'étudier la formation et l'évolution des galaxies en fonction du temps cosmique (décalage vers le rouge) et de l'environnement galactique local. La zone considérée est un champ de deux degrés carrés près de l'équateur galactique, et elle est étudiée par imagerie et spectroscopie, depuis les ondes radio jusqu'aux rayons X, par la plupart des télescopes spatiaux et un certain nombre de grands télescopes terrestres.
En 2025, COSMOS est dirigé par Caitlin Casey (en), Jeyhan Kartaltepe (en) et Vernesa Smolčić, et regroupe plus de 200 chercheurs de 12 pays. Le groupe se réunit chaque année dans un lieu différent pour faire le point sur les nouvelles données et les avancées scientifiques en cours.

## Histoire
COSMOS a commencé dans les années 2000 comme un Treasury project du télescope spatial Hubble, fondé sur l'emploi de l'Advanced Camera for Surveys.